# Hydrosmecta callidula
Hydrosmecta callidula är en skalbaggsart som först beskrevs av Thomas Casey 1910.  Hydrosmecta callidula ingår i släktet Hydrosmecta och familjen kortvingar. Inga underarter finns listade i Catalogue of Life.